# Cirque chinois

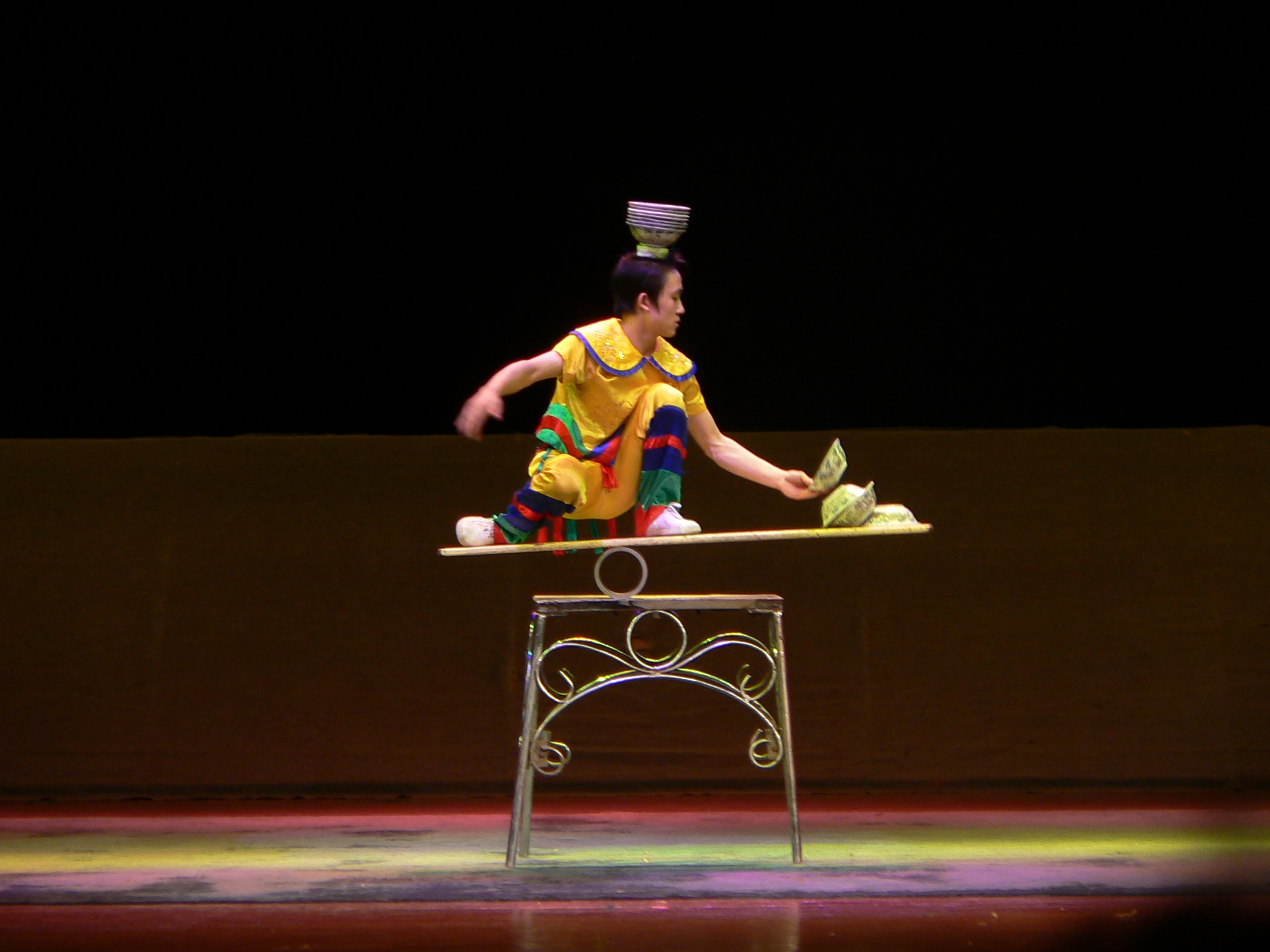
Numéro de balance, dans le cirque chinois.

Le cirque chinois (en chinois : 雜技 藝術) ou théâtre acrobatique chinois, se réfère à un large éventail de numéros acrobatiques, et autres démonstrations de compétences physiques traditionnellement effectuée par une troupe chinoise. Beaucoup de ces numéros ont une longue histoire dans la Chine et sont encore jouées aujourd'hui.

## Différence entre "Cirque" et "Cirque chinois"
Le terme "cirque chinois" a été utilisé pour décrire les arts de variétés chinoises. Il est totalement distinct du terme "cirque" (馬戲) qui correspond au style occidental de spectacle. Des éléments tels que clowns et les grands animaux appartiennent exclusivement au cirque. Le cirque chinois regroupe par exemple des moines Shaolin pratiquant le kung fu, des personnages de l’Opéra de Pékin  et le  Roi singe.

## Historique

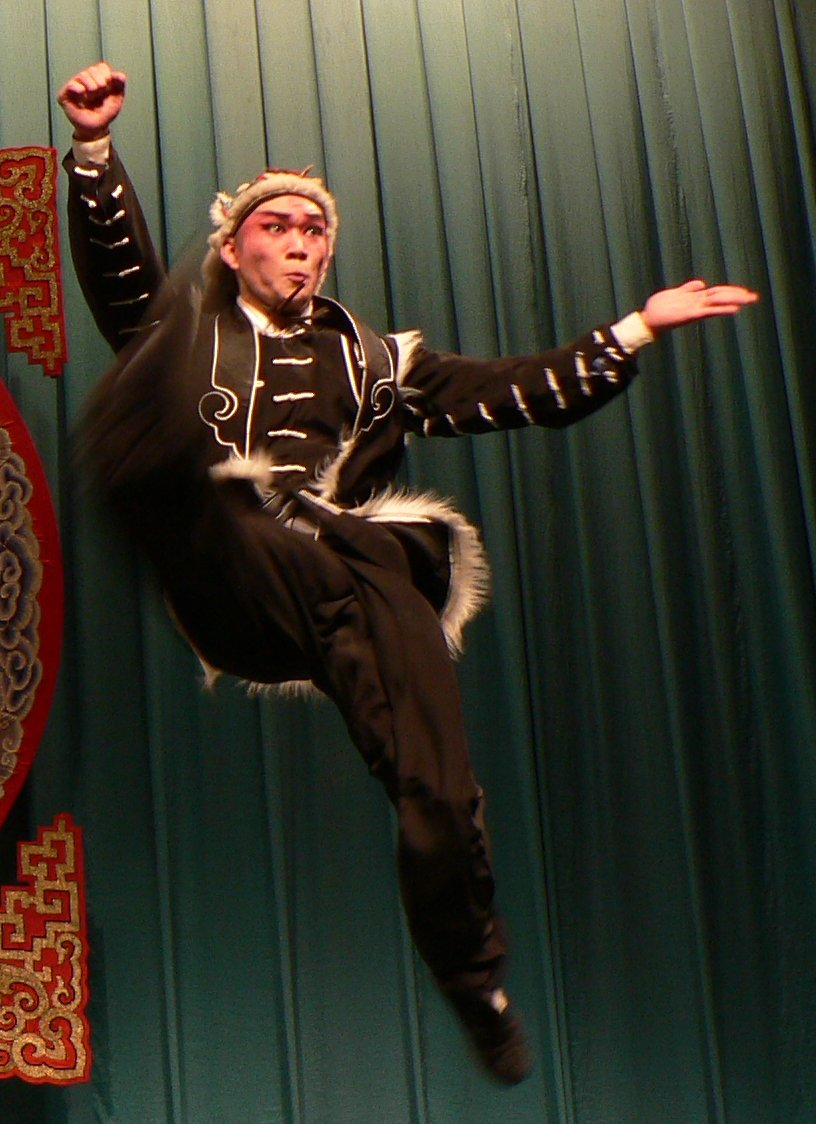
Un comédien grimé en Roi-Singe accomplissant un exercice martial

Les débuts du cirque chinois remontent très loin dans l'histoire. On sait qu'il existait aussi loin que la dynastie Qin (221-207 av. J.-C.). Pendant les périodes Qin et Han,  Jiaodi  (角 抵) ou  Baixi  (百 戲) étaient des spectacles variés, et très populaires auprès des gens.  Jiaodi  était à l'origine un divertissement où les hommes portaient des cornes et se chargeaient les uns les autres comme des taureaux, mais il est devenu un terme général utilisé de manière interchangeable avec Baixi pour décrire le divertissement populaire sous la dynastie Han. Il se composait d'une variété de numéros tels que l'Illusionnisme, l'acrobatie, la lutte, des spectacles musicaux, la danse, les arts martiaux, l'équitation et le jonglage,.
Dans la dynastie Han de l'Est, le penseur Zhang Heng a été l'un des premiers à décrire le spectacle acrobatique montré dans les palais royaux dans son " Ode à la capitale occidentale "(西京賦). Le spectacle mettait en vedette Huang, le vieil homme de la mer de l'Est  (東海黃公), les poissons et dragons dansants (魚龍蔓衍) et l'Assemblée des Immortels  (總會仙倡). Zhang décrit le mangeur de couteaux, le cracheur de feu, ainsi que les enfants qui ont effectué des acrobaties sur de hauts poteaux.  Un important spectacle acrobatique a été tenu par Han Wudi en 108 av. J.-C. pour les spectateurs étrangers.
Les performances sont devenues plus élaborées sous la dynastie Tang (618-907), les arts de la scène sont devenus populaires dans la cour de l'Empereur, et les numéros sont devenus plus raffinées. Plus tard, les arts de la scène ont perdu la faveur de la cour impériale. Ils se sont donc déplacés vers les gens ordinaires, et la plupart des interprètes ont alors joué dans la rue. Au cours de la dynastie Song, les divers spectacles ont pu être effectuées dans des centres de divertissement appelé Wazi  (瓦子, ce qui signifie «tuiles»). Vers la fin de la dynastie Ming (1368-1644), les artistes venus de la rue ont commencé à se produire sur scène. Au cours de la fin de la dynastie Qing (1644-1911), il a regagné en popularité avec la Cour impériale et est resté une forme d'art populaire à ce jour.

## Performances

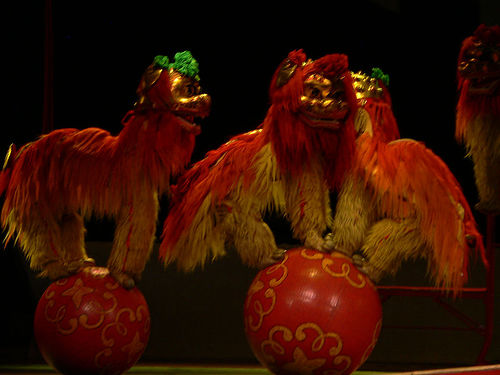
Lion humain en équilibre sur une boule. Chaque costume de lion a généralement deux interprètes.

Voici une liste non exhaustive des performances disponibles dans l'art de la variété. Certains sont plus la norme, tandis que d'autres sont plus régionales. Il y a toujours de nouvelles innovations en cours.
- Danse du lion au-dessus de globe roulants ou balles.
- Funambulisme.
- Acrobaties de contorsion.
- Numéro d’équilibriste en jouant le yo-yo.
- Moines Shaolin qui résistent à des projectiles.
- Démonstrations de kung fu extrêmes.
- Balancement entre un monocycle et une boule.
- Assiettes tournantes.
- Numéros impliquant des animaux plus petits.
- Cracheur de feu.

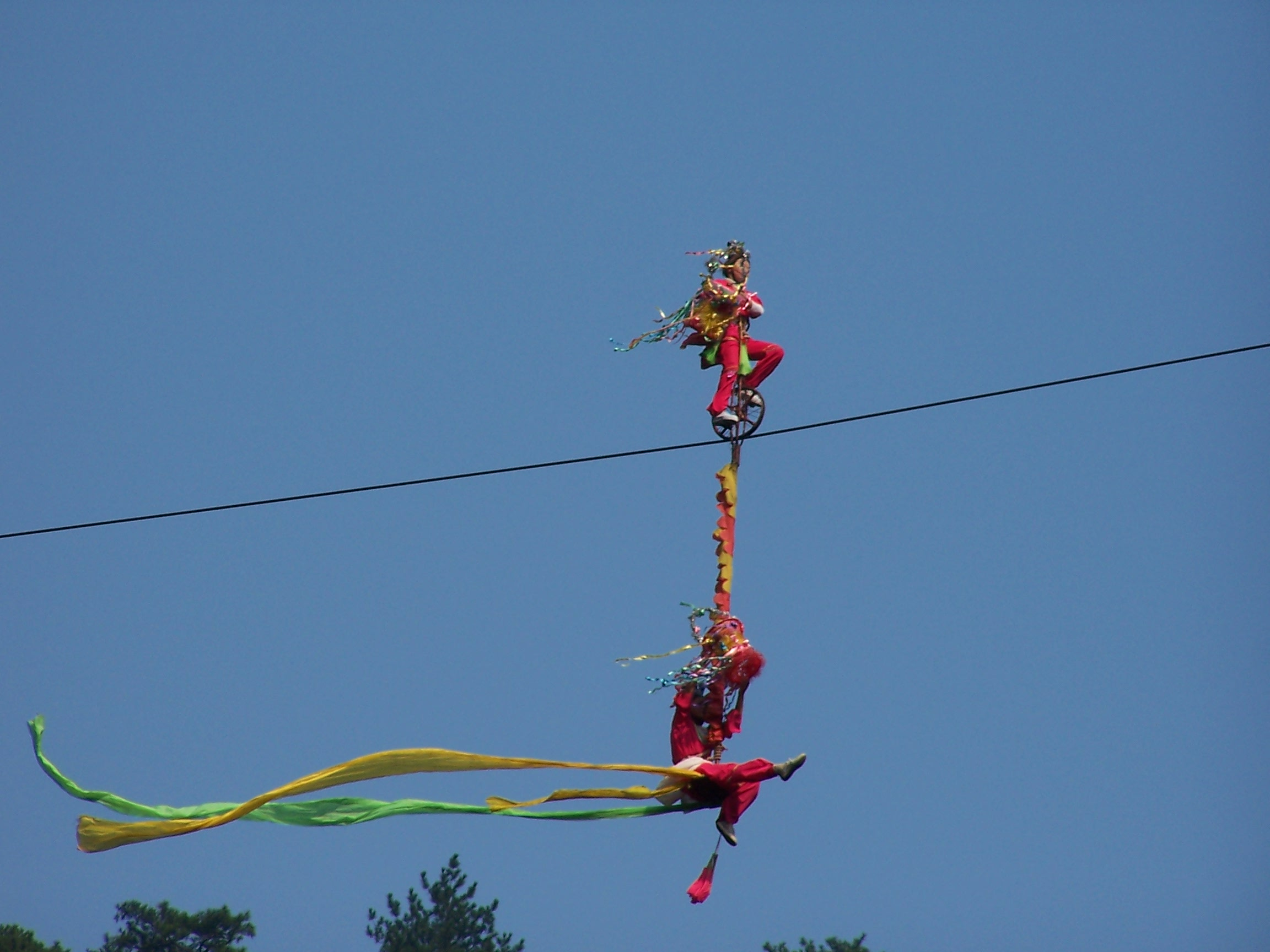
Acrobatie sur un fil de fer à Huang Shan
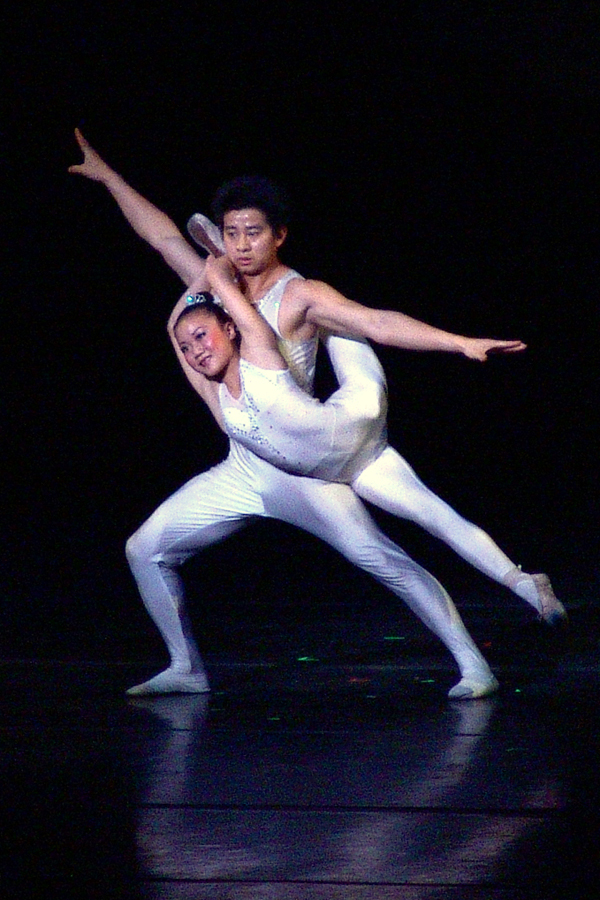
Acrobaties de contorsion
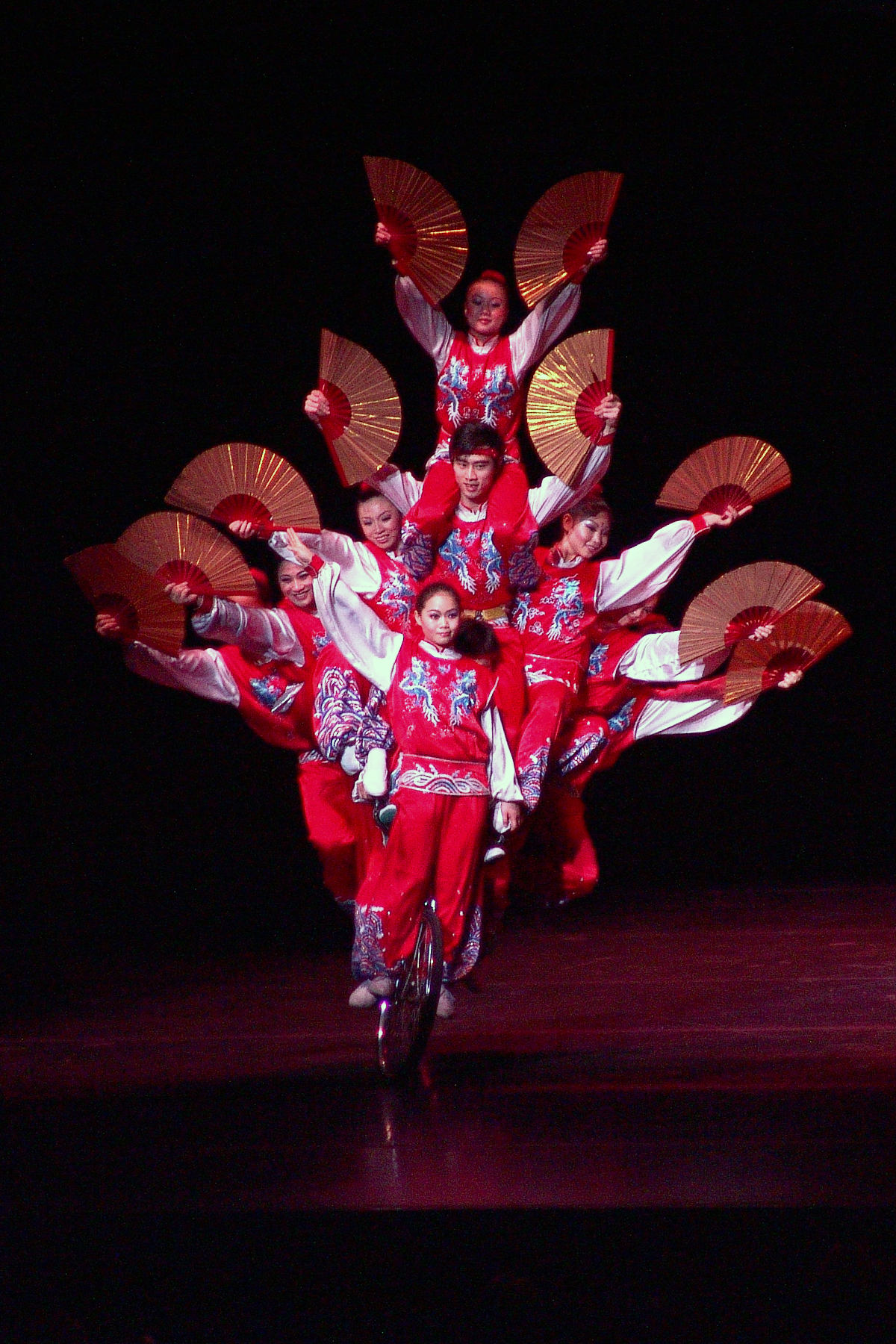
Numéro de balancement sur un bicycle
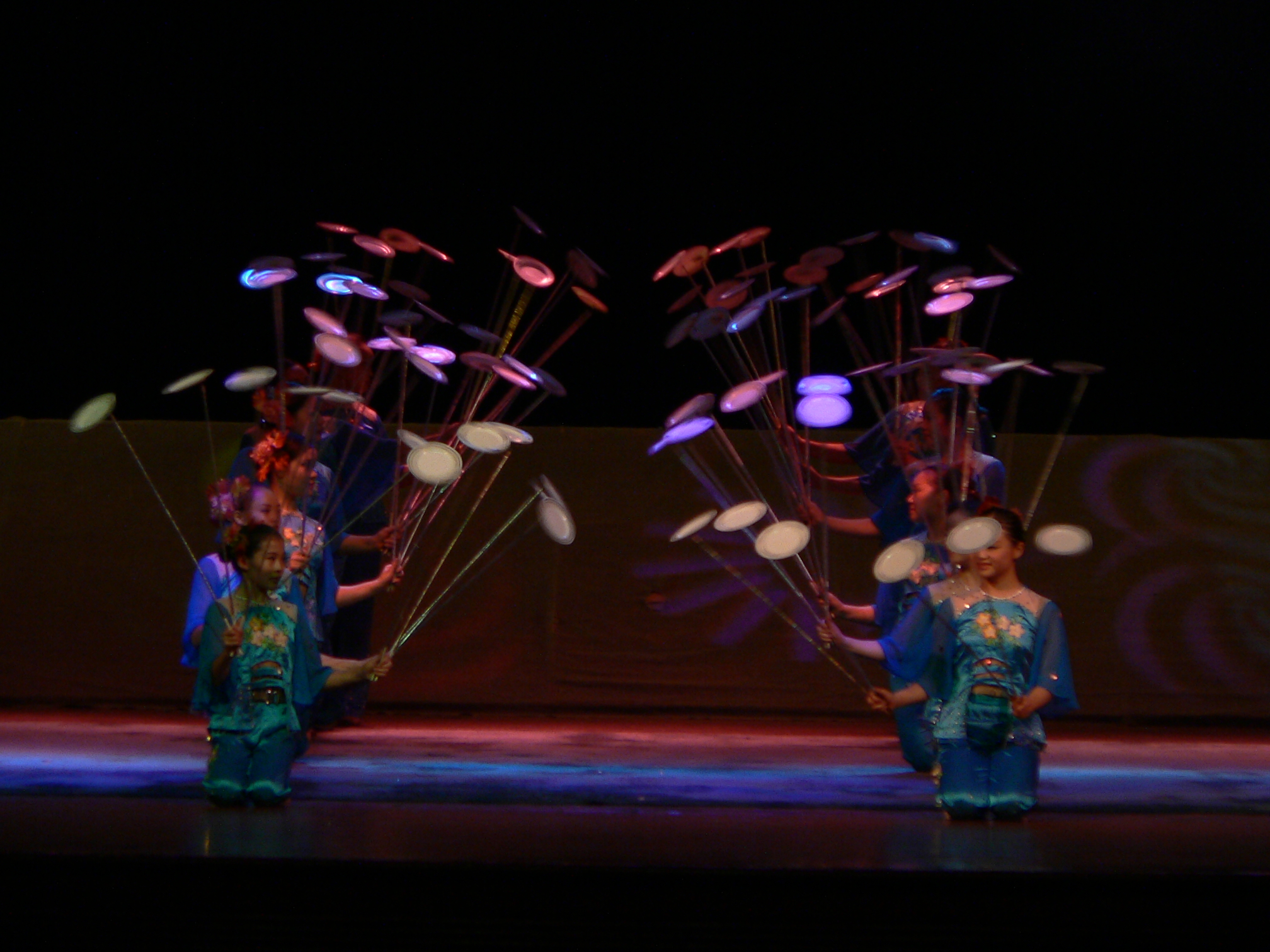
Une multitude d'assiettes tournantes
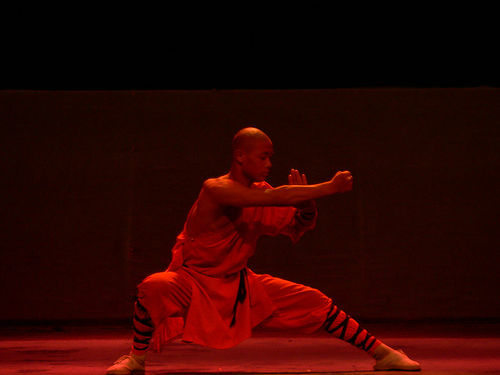
Moines Shaolin
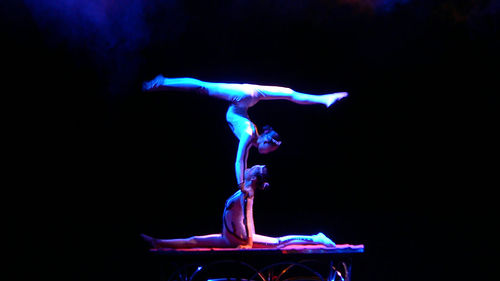
Numéro de gymnastique